# Narryer Gneiss Terrane

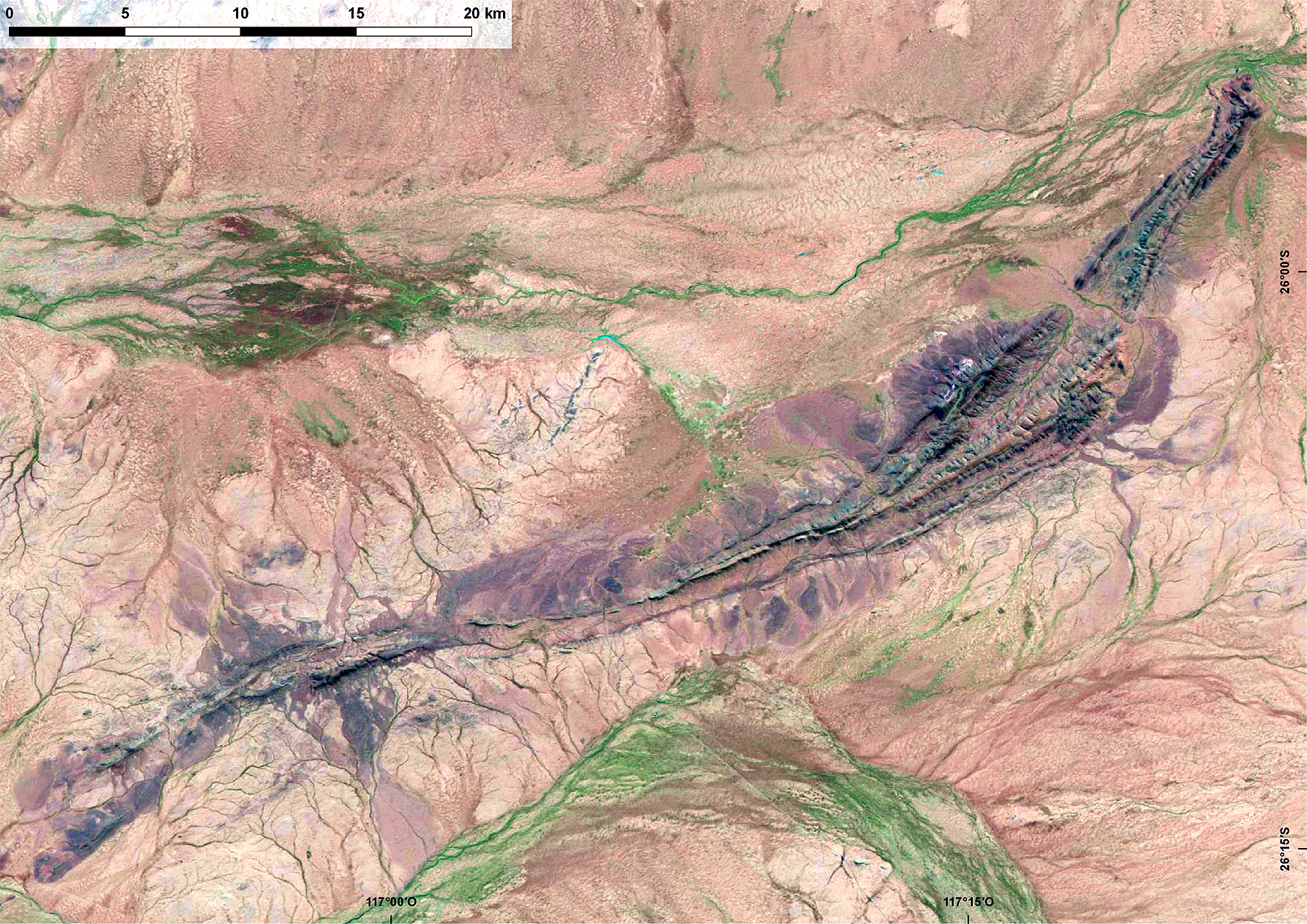
Immagine satellitare delle Jack Hills, nel Narryer Gneiss Terrane.

Il Narryer Gneiss Terrane è un complesso geologico dell'Australia Occidentale che è composto da una mistura polideformata di rocce sedimentarie, intrusioni femiche e graniti tra loro tettonicamente intersecantisi; l'età di queste rocce è sempre superiore ai 3,3 miliardi di anni e la maggior parte di esse risale a 3,6 miliardi di anni fa.
Le rocce di questo terrane hanno subito una serie multipla di eventi metamorfici in condizioni di anfibolite o granulite, che hanno spesso comportato la completa distruzione dell'originale tessitura petrografica di rocce ignee o sedimentarie.
Nel Narryer Gneiss Terrane sono stati trovati i più antichi campioni finora conosciuti della crosta terrestre: alcuni campioni di zircone trovati nelle Jack Hills sono stati datati radiometricamente a 4,4 miliardi di anni, anche se la maggior parte dei cristalli di zircone trovati nei gneiss del monte Narryer hanno un'età di 3,6-3,8 miliardi di anni.
Il Narryer Gneiss Terrane è adiacente alla porzione più settentrionale del cratone Yilgarn e confina a nord con le rocce metasedimentarie e i metagraniti orogenetici del Gascoyne Complex. Il Narryer Gneiss Terrane include anche porzioni dell'Yarlarweelor Gneiss, adiacente alle sequenze metamorfiche Nabberu Basin del Bryah-Padbury Basins, dove si presenta sotto forma di schegge discontinue di rocce metamorfiche, peliti, metaconglomerati e gneiss inseriti in una serie obliqua di faglie di sovrascorrimento. 
Nella sua regione più orientale, il Narryer Gneiss Terrane potrebbe formare il basamento cristallino delle rocce del Proterozoico, risalenti a 2,0-1,8 miliardi di anni fa, ed è possibile che la discordanza angolare sia preservata negli strati sottili. 

## Suddivisione
Il Narryer Gneiss Terrane viene suddiviso in quattro sequenze rocciose principali:
- Dugel Gneiss
- Meeberrie Gneiss
- Manfred Complex
- una sequenza ancora priva di denominazione di metasedimenti e gneiss leucocratici polideformati.